# Guillatun

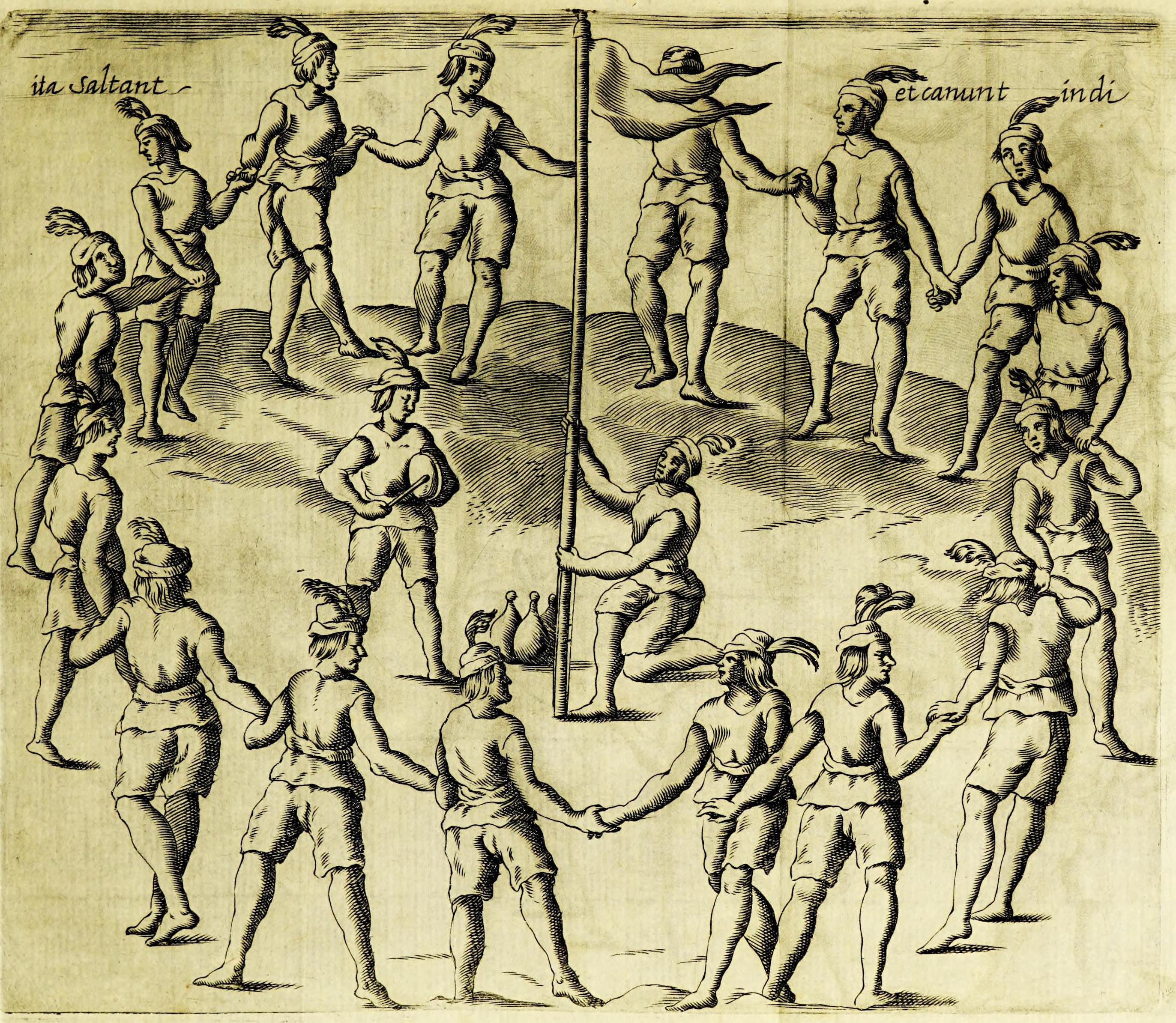
Ein guillatún in dem Werk Histórica relación del Reyno de Chile (1646).

Das guillatún (aus der Sprache der Mapuche: ngillatun, ‘AKt des Kaufs oder der Bitte’) ist eine alte religiöse Zeremonie der Mapuche.
Dieser Ritus dient als Verbindung mit der spirituellen Welt, um um Wohlergehen zu bitten, den Zusammenhalt der Gemeinschaft zu stärken oder für erhaltene Wohltaten zu danken. In einigen Gebieten oder unter bestimmten Umständen hat sie besondere Merkmale und wird lepún oder camaricún genannt. Eine grobe Übersetzung, die häufig für die Zeremonie verwendet wird, ist rogativa.
Die Guillatunes finden in einem lepün oder ngillatuwe statt, einem eigens zu diesem Zweck eingerichteten Ort mit einer von den Teilnehmern selbst errichteten Ramada, in deren Mitte sich der rehue befindet, umgeben von den anderen Mitgliedern der Gemeinschaft, und im Allgemeinen gibt es noch einen sekundären Altar (llangi-llangi). Diese bestehen aus Pflanzen wie Araukarien, Steineiben, Birnen- und Apfelbäumen, laurel (Laurelia sempervirens oder Laureliopsis philippiana), maqui (Aristotelia chilensis) und Canelo, je nach Region. Sie sind mit Fahnen geschmückt, die gelb, blau, weiß oder schwarz sein können. Im Verlauf der Zeremonie werden Tänze und Gebete aufgeführt, in denen die Teilnehmer für das Wetter, die Ernte, Gesundheit und Reichtum beten und ein Tier, meist ein Lamm, opfern.
Der Ritus wird vom ngenpin („Meister des Wortes“, Redner), ngillatufe oder ngendungu geleitet. In einigen Gemeinschaften werden diese Funktionen jedoch vom machi (einer Person, die sich der Heilung widmet) übernommen, wenn die traditionellen Autoritäten sie aus irgendeinem Grund nicht ausüben können.
Das Guillatún wird durchgeführt, um für das Wetter, die Ernten, die Freiheit von Krankheiten, den Überfluss an Nahrung, Kraft und geistige Vitalität zu beten. Jede Gemeinschaft führt das Guillatún regelmäßig durch, in der Regel mindestens einmal im Jahr, und es kann sein, dass übernatürliche Wesenheiten durch pewma (Träume) und perimontun (Visionen) die Notwendigkeit der Durchführung des Ritus anzeigen.
Ein Guillatún dauert mindestens zwei und höchstens vier Tage. Die Rituale können wiederholt werden, und Tieropfer und -gaben sind sehr wichtig, da sie eine Verbindung zu den Geistern herstellen können.